# Бриллианты навсегда
«Бриллианты навсегда» (англ. Diamonds Are Forever) — седьмой фильм о британском суперагенте Джеймсе Бонде. Экранизация одноимённого романа Яна Флеминга. Роль Джеймса Бонда в этом фильме должен был исполнить Джордж Лэзенби, сыгравший в шестом фильме, но у него были натянутые отношения с режиссёром и актёрами, поэтому Бонда снова сыграл Шон Коннери. Название фильма цитирует слоган известной рекламной кампании De Beers 1946 года.
Фильм был частично спонсирован De Beers. Одним из условий De Beers было следующее: роль Джеймса Бонда должен опять играть Шон Коннери. По слухам, помимо гонорара, он получил щедрый подарок от De Beers. Все драгоценности в фильме настоящие и предоставлены торговым домом «David Morris Jewellers».

## Сюжет
В прологе фильма Джеймс Бонд, стремясь отомстить за смерть своей жены, ищет главу террористической организации СПЕКТР Эрнста Ставро Блофельда. В итоге он выходит на одну из лабораторий Блофельда, где оказывается и сам. На месте Бонд расправляется со всеми людьми Блофельда, а самого Блофельда кидает в кипящую жидкую смесь. Однако, как оказывается позже, это был всего лишь двойник настоящего Блофельда, а лаборатория предназначалась для изменения внешнего вида других людей, чтобы сделать их похожими на Блофельда и тем самым намного усложнить планы спецслужб и Бонда по его поимке.
М даёт Бонду задание расследовать похищение огромной партии южноафриканских бриллиантов. Это дело приводит агента 007 в Амстердам, где он знакомится с девушкой Тиффани Кейс. Они отправляются в США, где им помогает агент ЦРУ и друг Бонда – Феликс Лейтер. Джеймс узнаёт, что за кражей алмазов стоит не кто иной, как сам Блофельд, который похитил известного учёного Уилларда Уайта и завладел его космическим лазером. С помощью алмазов Блофельд хочет увеличить его мощность и заставить сдетонировать все ядерные боеголовки в мире, требуя выкуп.
Тиффани отвозит Бонда в аэропорт, где бриллианты передаются менеджеру казино Уайта Берту Саксби, за которым следуют на удалённый объект – исследовательскую лабораторию, принадлежащую Уайту, где профессор доктор Мец, специалист по лазерной рефракции, строит спутник. После того, как его разоблачили как самозванца, Бонд попадает в помещение, где снимают высадку на Луну, и сбегает, угнав лунный багги, а после воссоединяется с Тиффани. Они бегут по улицам в центре города от полиции.
Выйдя на Блофельда, Бонд обнаруживает ещё одного его двойника, которого сразу и убивает. Но настоящий Блофельд снова остаётся жив, впрочем, как и сам Бонд. Бонд проникает на корабль Блофельда и срывает его планы. Но и на этот раз Блофельду удаётся скрыться.

## В ролях
| Актёр             | Роль                                                                                    |
| ----------------- | --------------------------------------------------------------------------------------- |
| Шон Коннери       | Джеймс Бонд                                                                             |
| Бернард Ли        | M                                                                                       |
| Лоис Максвелл     | мисс Манипенни                                                                          |
| Десмонд Ллевелин  | Q                                                                                       |
| Норман Бертон     | Феликс Лейтер                                                                           |
| Чарльз Грей       | Эрнст Ставро Блофельд                                                                   |
| Джилл Сент-Джон   | Тиффани Кейс                                                                            |
| Джозеф Фюрст      | профессор доктор Метц                                                                   |
| Джимми Дин        | Уиллард Уайт (миллиардер. Прототипом послужил Говард Хьюз)                              |
| Брюс Гловер       | мистер Уинт (убийца)                                                                    |
| Паттер Смит       | мистер Кидд (убийца)                                                                    |
| Лана Вуд          | Пленти О’Тул (девушка, с которой Бонд встретился в казино)                              |
| Эд Бишоп          | Клаус Гергершаймер                                                                      |
| Брюс Кэбот        | Берт Саксби (управляющий казино)                                                        |
| Дениз Перье       | Мэри, от которой Бонд узнаёт местонахождение Блофельда в сцене перед начальными титрами |
| Лоуренс Найсмит   | сэр Дональд Мангер (эксперт по бриллиантам)                                             |
| Джо Робинсон      | Питер Фрэнкс                                                                            |
| Франк Олегарио    | Араб, от которого Бонд узнаёт местонахождение Мэри в сцене перед начальными титрами     |
| Леонард Барр      | Шэди Три                                                                                |
| Давид де Кейзер   | Пластический хирург Блофельда                                                           |
| Джеральд Пэрис    | Пластический хирург Блофельда                                                           |
| Рэй Бэйкер        | Джо                                                                                     |
| Давид Бауер       | Мортон Сламбер                                                                          |
| Генри Роуленд     | доктор Тайнан                                                                           |
| Маргарет Лэйси    | миссис Уистлер                                                                          |
| Макс Латимер      | Двойник Блофельда                                                                       |
| Теренс Маунтин    | Охранник Блофельда                                                                      |
| Джордж Лейн Купер | Охранник Блофельда                                                                      |
| Винсент Вонг      | Шпион Блофельда, доложивший ему о допросе араба Бондом                                  |
| Шейн Риммер       | Том                                                                                     |
| Дэвид Хили        | Оператор ЦУПа                                                                           |
| Марк Лоуренс      | Родни «Пальчик» Мак-Гроу                                                                |
| Сид Хэйг          | Служитель                                                                               |
| Джон Абинери      | Представитель авиакомпании                                                              |
| Ларри Дж. Блейк   | Оператор "Водяных шариков"                                                              |
| Дон Мессик        | конферансье в казино «Цирк, цирк» (в титрах не указан)                                  |

## Гонорары
- Шон Коннери — 1 250 000 $ (+ 12,5 % от сборов, согласно «Variety» 5 475 000 $). Итого общий гонорар 6 675 000 $[3], с учётом инфляции на 2010 год 35 753 825 $. Дополнительным условием Шон Коннери поставил контракт на два небондовских фильма.

## Награды
- 1972 год — Номинация на премию «Оскар» за лучший звук Гордон К. МакКаллум, Джон В. Митчелл, Ал Овертон.
- 1973 год — «Golden Screen» (Германия) за лучший фильм.
- 2004 год — Номинация на премию «Golden Satellite Award» (Satellite Awards) в категории лучшее DVD-издание киноклассики (вместе с другими фильмами Бондианы).

## Отсылки
- В одной из сцен Джеймс Бонд угоняет луноход из павильона, где проходят тренировки будущих астронавтов[4]. Ряд экспертов считают, что это отсылка к набравшей тогда популярности теории лунного заговора[5], хотя угнанная модель схожа с той, что использовалась именно на тренировках НАСА[6].

## Саундтрек
«Diamonds Are Forever» песня написана Джоном Барри и Дон Блэком исполнила песню Ширли Бэсси.